# Huzhong
Huzhong är ett distrikt i Daxing'anling i Heilongjiang-provinsen i nordöstra Kina.